# ジョン・ブラッシュフォード＝スネル
ジョン・ニコラス・ブラッシュフォード＝スネル（John Nicholas Blashford-Snell, OBE、1936年10月22日 - ）は、イギリス陸軍の士官、探検家、著作家。軍人としての最終階級は大佐。

## 経歴
子どもの頃、『Boy's Own Paper』の冒険談や、スコット大佐やアーネスト・シャクルトンら有名な探検家の話の抜粋などを、祖母から読み聞かされて育った。
ブラッシュフォード＝スネルは、ジャージーのヴィクトリア・カレッジ (Victoria College) に学んで、サンドハースト王立陸軍士官学校に進み、卒業後は王立工兵 (Royal Engineers) に配属された。
数多くの遠征の中には、ホワイト・ウォーター・ラフティングを「偶然に」生み出した青ナイル川下り（1968年）、ダリエン・ギャップ (Darién Gap) の横断（1971年 - 1972年）、アラスカ州からホーン岬に至る自動車による最初の南北アメリカ大陸縦断、コンゴ川の完全航行（1974年 - 1975年）などがある。
1969年には科学的探検協会 (the Scientific Exploration Society) を創設した。
1978年、ブラッシュフォード＝スネルは、オペレーション・ドレイク (Operation Drake) を創始し、これは後に青少年の教育プログラムであるオペレーション・レイリー (Operation Raleigh) へと発展し、ブラッシュフォード＝スネルは1991年に引退するまで、その総監督を務めた。
ブラッシュフォード＝スネルは、1974年にセグレイヴ・トロフィ (Segrave Trophy) を受賞し、1993年には王立地理学会から金メダル（パトロンズ・メダル）を受賞した。
2006年、ブラッシュフォード＝スネルは、ロンドンの帽子製造業者ジェームズ・ロック (James Lock) と共同で、探検家の必要に合った特別な帽子をデザインした。2001年には、未確認動物学を扱うフォーティアン動物学センター (Centre for Fortean Zoology) の終身名誉会長となった。ブラッシュフォード＝スネルは、幽霊クラブ (the Ghost Club) の会員でもある。2010年、ブラッシュフォード＝スネルは、リヴァプール・ジョン・ムーアズ大学 (Liverpool John Moores University) の名誉フェローとなった。
著書のなかには、自伝『Something Lost Behind the Ranges』（1994年）も含まれている。

## 著書

### 単著
- In the Steps of Stanley, London, Hutchison 1975. ISBN 0-09-125080-3
- A taste for adventure, London, Hutchinson 1978. ISBN 0-09-136010-2
- Operation Drake London, W.H. Allen, 1981. ISBN 0-491-02965-9
- Mysteries : encounter with the unexplained. London, Bodley Head 1983. ISBN 0-370-30479-9
- Operation Raleigh : the start of an adventure London, Collins, 1987. ISBN 0-00-217624-6
- Something lost behind the ranges :the autobiography of John Blashford-Snell. London, HarperCollins, 1994. ISBN 0-00-255034-2

### 共編著
- Expeditions: the Experts’ way, edited by John Blashford-Snell and Alistair Ballantine. London, Faber 1977. ISBN 0-571-11116-5
- In the wake of Drake John Blashford-Snell and Michael Cable. London, W.H. Allen, 1980. ISBN 0-352-30750-1
- The expedition organiser’s guide by John Blashford-Snell & Richard Snailham ; written for the Scientific Exploration Society. London, Daily Telegraph, 1982.
- Mammoth hunt :in search of the giant elephants of Nepal by John Blashford-Snell and Rula Lenska. London, HarperCollins, 1996. ISBN 0-00-255672-3
- Kota Mama : retracing the lost trade routes of ancient South American peoples by John Blashford-Snell and Richard Snailham. London, Headline, 2000. ISBN 0-7472-2281-9
- East to the Amazon : in search of Great Paititi and the trade routes of the ancients by John Blashford-Snell and Richard Snailham.  London, John Murray 2002. ISBN 0-7195-6032-2